# Henco van Wyk
Pas d'image ? Cliquez ici

a Compétitions nationales et continentales officielles uniquement.

b Matchs officiels uniquement.
Dernière mise à jour le 16 décembre 2023.
Henco van Wyk, né le 7 mai 2001 à Rustenburg (Afrique du Sud), est un joueur sud-africain de rugby à XV jouant au poste de centre avec la franchise des Lions en United Rugby Championship et les Golden Lions en Currie Cup. 
Il est aussi surnommé « Weapon X », en référence au personnage de Marvel Wolverine et en hommage au joueur de football américain Brian Dawkins, connu pour son agressivité implacable et son style de jeu similaire, portant également ce surnom. 

## Biographie

### Jeunesse et formation
Henco van Wyk naît le 7 mai 2001 à Rustenburg en Afrique du Sud. Il fréquente la Monument High School (en) où il joue au rugby à XV. Il commence ce sport au poste de demi de mêlée avant d'être replacé au centre au lycée.
En 2019, lors de sa dernière année dans cette école, il s'impose comme l'un des meilleurs joueurs de rugby d'Afrique du Sud. Étant le capitaine de l'équipe de rugby de l'école, il reçoit de nombreuses récompenses. Il a notamment été récompensé pour avoir joué le plus grand nombre de matchs pour l'équipe première de l'école, soit 41 matchs, et a été nommé joueur de rugby à sept de l'année. Il a également été récompensé pour avoir marqué le plus grand nombre d'essais pour l'équipe première, avec 18 essais et a été élu Most Valuable Player (MVP), Rugby Player of the Year (Joueur de rugby de l'année) et Sports Boy of the Year (Sportif de l'année),.
En fin d'année 2019, il est nommé High School Rugby Player of the Year en Afrique du Sud. Malgré de nombreuses offres venant de l'étranger, il choisit de rester dans son pays natal car il ne souhaite pas le quitter et rêve de jouer pour les Springboks.

### Carrière avec les Lions et Golden Lions
Henco van Wyk est retenu dans l'effectif des Golden Lions pour la Currie Cup Premier Division en 2021. Il fait ses débuts professionnels lors de la dixième journée de cette saison, lors d'un match nul 44-44 contre les Free State Cheetahs. Il s'agit de son unique match de la saison.
Il fait ensuite ses débuts avec les Lions en avril 2022, lorsqu'il entre en jeu face à Édimbourg durant la quinzième journée de la saison 2021-2022 du United Rugby Championship. Lors du match suivant, face aux Sharks, il inscrit le premier essai de sa carrière, dans une défaite 37 à 10. Un peu plus d'un mois plus tard, il est titularisé pour la première fois et son équipe l'emporte 11-21 contre les Dragons. Il ne joue que trois matchs pour sa première saison avec les Lions et marque un seul essai.
Ensuite, dès le début de la saison 2022-2023, il devient un titulaire régulier avec les Lions, dont le match inaugural de la saison contre les Bulls. Sa très bonne première partie de saison solidifie sa réputation de joueur à fort potentiel et il est annoncé comme étant une future star du rugby mondial,. Il est même encensé par l'ancien international sud-africain Bakkies Botha. Ces bonnes performances lui permettent d'être sélectionné en équipe d'Afrique du Sud A en fin d'année par le sélectionneur Mzwandile Stick pour une tournée en Irlande et en Angleterre,. Il finit ensuite sa saison plus tôt que prévu en raison d'une déchirure du ménisque,. Il a joué douze matchs toutes compétitions confondues et marqué quatre essai. Cette grave blessure a mis fin à ses espoirs de jouer la Coupe du monde 2023 avec son pays, alors que son nom était régulièrement cité dans les potentielles surprises dans la liste finale sud-africaine. Il ne peut donc pas non plus jouer la Currie Cup avec les Golden Lions,.

### Carrière internationale
En 2019, Henco van Wyk est sélectionné en équipe d'Afrique du Sud de rugby à sept des moins de 18 ans avec qui il remporte le Capricorn International Sevens Tournament en Namibie,.
Deux ans plus tard, en 2021, il est appelé pour la première fois en équipe d'Afrique du Sud des moins de 20 ans pour les International U20 series. Les Junior Springboks remportent la série, van Wyk jouant un rôle essentiel dans cette victoire. Ce dernier est nommé Junior Springbok Player of the Year,,.

## Palmarès
Néant